# Loadpot Hill
Loadpot Hill är en kulle i Storbritannien.   Den ligger i grevskapet Cumbria och riksdelen England, i den centrala delen av landet, 400 km nordväst om huvudstaden London. Toppen på Loadpot Hill är 672 meter över havet.
Terrängen runt Loadpot Hill är huvudsakligen kuperad. Runt Loadpot Hill är det ganska glesbefolkat, med 24 invånare per kvadratkilometer. Närmaste större samhälle är Penrith, 13,2 km norr om Loadpot Hill. Trakten runt Loadpot Hill består i huvudsak av gräsmarker.